# Nils Wieslander
Nils Algot Wieslander, född 29 oktober 1905 i Östra Karups församling i Hallands län, död 3 mars 1990 i S:t Nikolai församling i Halmstad, var en svensk jägmästare.
Nils Wieslander tillhörde släkten Wieslander från Småland och var son till godsägaren William Wieslander och Karin Jäderholm. Efter studentexamen i Halmstad 1924 studerade han vid Skogshögskolan (SkHS) där han tog examen 1930. Han anställdes vid skogsvårdsstyrelsen i Hallands län 1931, blev 1940 biträdande länsjägmästare i Älvsborgs län och 1951 länsjägmästare där. Från 1959 verkade han som länsjägmästare i Hallands län.
Han var ordförande i älgskadenämnden, vice ordförande i Hallands läns jaktvårdsförening, ordförande i dess arbetsutskott och ordförande för boställsstyrelsen i Halmstads kyrkliga samfällighet från 1962. Han skrev artiklar för fackpressen. Han var riddare av Nordstjärneorden (RNO) och hade en utmärkelse från Svenska Jägareförbundet (SvJägFHmS).
År 1934 gifte han sig med Märtha Bergman (1908–2004), dotter till verkmästaren Valentin Bergman och Anna Nordholm. De fick fyra barn mellan 1936 och 1947. Makarna är begravda på Karlsro kyrkogård i Halmstad.